# Asuni
Asuni é uma comuna italiana da região da Sardenha, província de Oristano, com cerca de 425 habitantes. Estende-se por uma área de 21 km², tendo uma densidade populacional de 20 hab/km². Faz fronteira com Laconi (NU), Ruinas, Samugheo, Senis, Villa Sant'Antonio.